# José Rujano
José Humberto Rujano Guillén (* 18. Februar 1982 in Santa Cruz de Mora) ist ein ehemaliger venezolanischer Radrennfahrer.

## Werdegang
2003 erhielt Rujano einen Vertrag bei der italienischen Mannschaft Colombia-Selle Italia und machte erstmals beim Giro d’Italia 2005 auf sich aufmerksam. Er gewann die 19. Etappe und entschied die Bergwertung mit einem großen Vorsprung für sich. Im Gesamtklassement wurde er Dritter, mit einem Rückstand von lediglich 45 Sekunden auf Paolo Savoldelli.
In der Saison 2006 fuhr er für das belgische ProTeam Quick Step-Innergetic, für das er auch am Giro d’Italia 2006 und der Tour de France 2006 teilnahm, beide Rennen aber nicht beenden konnte. Auch in den Folgejahren konnte er bei den Grand Tour seine Ergebnisse aus dem Jahr 2005 nicht bestätigen. Er gewann jedoch für verschiedene Radsportteams u. a. die Etappenrennen Vuelta a Colombia, Vuelta a Venezuela, Vuelta al Táchira und Tour de Langkawi. Außerdem wurde er dreimal venezolanischer Meister im Einzelzeitfahren.
Im Jahr 2011 kehrte er zur Mannschaft Androni Giocattoli zurück, dasselbe Team, bei dem er schon seine Karriere in Europa gestartet hatte. Hier konnte er beim Giro d’Italia 2011 die 13. Etappe auf dem Großglockner für sich entscheiden, außerdem erreichte er den sechsten Platz in der Gesamtwertung der Rundfahrt.
2013 wurde Rujano Mitglied im UCI WorldTeam Vacansoleil-DCM. Im Frühjahr geriet er unter Dopingverdacht. Obwohl ihm bis dahin kein konkreter Verstoß nachgewiesen werden konnte, nahm ihn sein Team vorsorglich aus dem Kader für den Giro d’Italia 2013. Daraufhin verließ er zur Saisonmitte das Team und beendete er seine internationale Radsportkarriere. Zuvor wurde er nochmals venezolanischer Meister im Einzelzeitfahren. 
Anschließend startete Rujano noch gelegentlich bei internationalen Rennen, vorrangig im südamerikanischen Raum. Für eine venezolanische Mannschaft gewann er in seinem Heimatland 2015 die Gesamtwertung und eine Etappe der Vuelta al Táchira. Letztmalig wurde er 2021 in den Ergebnislisten der UCI geführt.

## Erfolge
2002
- eine Etappe Vuelta al Táchira

2004
- Gesamtwertung und zwei Etappen Vuelta al Táchira

2005
- Gesamtwertung und drei Etappen Vuelta al Táchira
- eine Etappe und  Bergwertung Giro d’Italia

2007
- Venezolanischer Meister – Einzelzeitfahren

2009
- drei Etappen Vuelta al Táchira
- Venezolanischer Meister – Einzelzeitfahren
- Gesamtwertung und vier Etappen Vuelta a Colombia
- Gesamtwertung und zwei Etappen Vuelta a Venezuela

2010
- Gesamtwertung und eine Etappe Vuelta al Táchira
- Gesamtwertung und eine Etappe Tour de Langkawi
- eine Etappe Vuelta a Venezuela
- eine Etappe Vuelta a Colombia

2011
- Mannschaftszeitfahren Settimana Internazionale
- eine Etappe Giro d’Italia

2013
- Venezolanischer Meister – Einzelzeitfahren

2015
- Gesamtwertung und eine Etappe Vuelta al Táchira

## Grand-Tour-Platzierungen
| Grand Tour            | 2005 | 2006 | 2007 | 2008 | 2009 | 2010 | 2011 | 2012 |
| --------------------- | ---- | ---- | ---- | ---- | ---- | ---- | ---- | ---- |
| Giro d’ItaliaGiro     | 3    | DNF  | –    | 49   | –    | –    | 6    | 134  |
| Tour de FranceTour    | –    | DNF  | –    | –    | –    | –    | –    | –    |
| Vuelta a EspañaVuelta | –    | –    | –    | –    | –    | –    | –    | –    |